# Johannes Rings (Politiker)
Johannes Rings, geboren als Johann Baptist Rings, (* 2. Juni 1856 in Köln; † 13. Juni 1950 ebenda) war ein deutscher Lokalpolitiker im Raum Köln sowie Journalist beim Kölner Local-Anzeiger.

## Wirken als Journalist
Johannes Rings wurde geboren als Sohn des Schreinermeisters Johann Joseph Rings und seiner Ehefrau Katharina Moers. Nach seiner Schulzeit arbeitete er beim Verlag J. P. Bachem in Köln zunächst ein Jahr als „Vorleser auf der Korrektur“, dann absolvierte er eine Lehre als Schriftsetzer. Später arbeitete er als Faktor in der Zeitungssetzerei und wurde Leiter sämtlicher Setzereien des Hauses Bachem. Im Verlag J. P. Bachem wurden die Kölnische Volkszeitung und der Kölner Local-Anzeiger (später Rheinische Volkswacht) gedruckt. Rings arbeitete sich hoch bis zum Chefredakteur des Localanzeigers. Diese Stellung erhielt er mit 71 Jahren und übte sie von 1927 bis 1933 aus.

## Wirken als Politiker
Von 1900 bis zur Machtergreifung 1933 gehörte Rings dem Kölner Stadtrat als einflussreiches Mitglied der Zentrumspartei an und war lange Jahre bis 1933 deren Fraktions- und Parteivorsitzender. Von 1912 bis 1918 war er gleichzeitig Mitglied des Rheinischen Provinziallandtages. Er verhinderte in Köln eine Klerikalisierung der Zentrumspartei, im Gegensatz zur reichsweiten Entwicklung in der Weimarer Republik. Nach dem Attentat auf Hitler am 20. Juli 1944 war er kurzfristig in Haft.
In seiner Eigenschaft als Personaldezernent der Zentrumspartei war Rings maßgeblich an der Kandidatur Konrad Adenauers zum Beigeordneten im Kölner Rat beteiligt. In vielen Angelegenheiten beriet er später Adenauer während dessen Zeit als Kölner Oberbürgermeister 1917–1933.

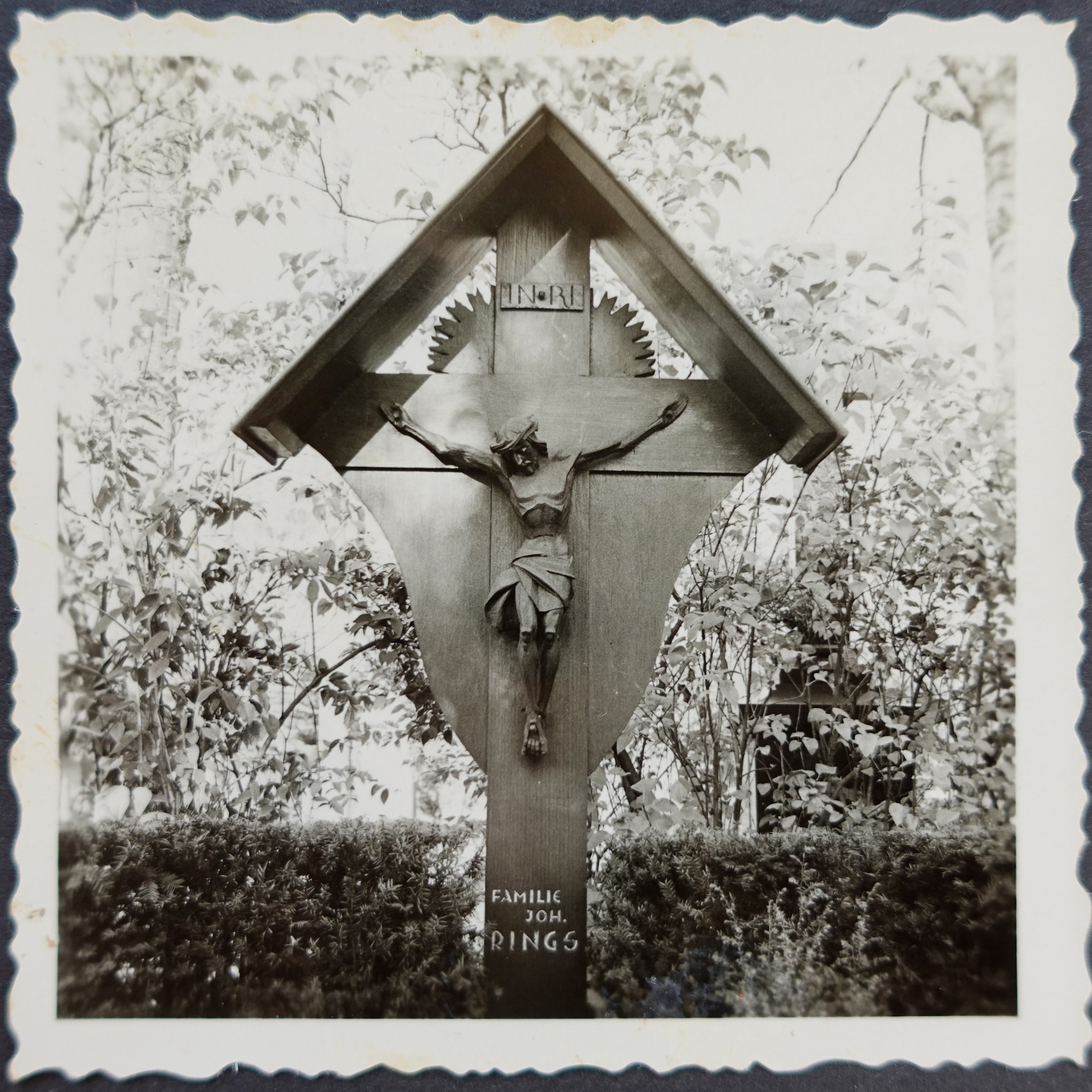
Jesus Kruzifix Darstellung auf dem Grab von Johannes Rings fotografiert im Herbst 1954 auf dem Kölner Südfriedhof.

Rings verstarb im Alter von 94 Jahren in seiner Wohnung in Köln-Lindenthal. Er war verwitwet von Johannette Holzfuß, die er 1882 geheiratet hatte.
Die Stadt Köln benannte die Johannes-Rings-Straße im Stadtteil Köln-Longerich ihm zu Ehren.

## Trivia
Die Mülheimer Brücke in Köln wurde im Dezember 1926 eröffnet. Am 1. April dieses Jahres ließ Johannes Rings in der Kölnischen Volkszeitung veröffentlichen, die Brücke sei für Fußgänger bereits begehbar. Viele Kölner strömten zur Brücke, wo sie merkten, dass es sich um einen Aprilscherz handelte.
Die Neugründung der Universität zu Köln in 1919 wurde von Johannes Rings als einzigem Mitglied der Zentrumspartei in der Ratssitzung vom 18. März 1919 abgelehnt: „Niemand könne behaupten, daß die Universität notwendig ist.“